# Freddie Bartholomew

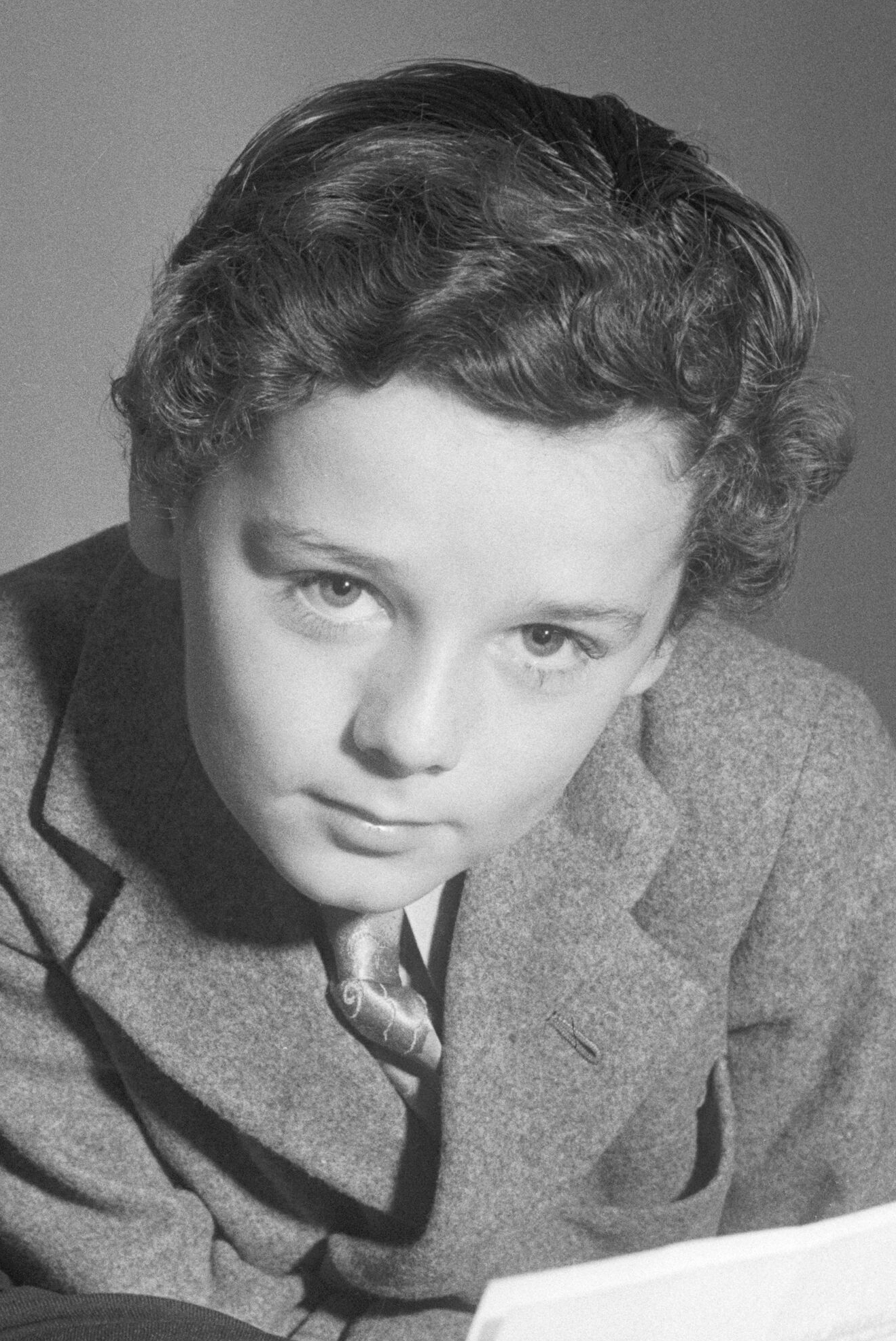
Freddie Bartholomew (um 1936)

Frederick Cecil Bartholomew (* 28. März 1924 in London, England; † 23. Januar 1992 in Sarasota, Florida) war ein britisch-amerikanischer Kinderdarsteller sowie späterer Fernsehregisseur und -produzent. Er war zu seiner Zeit der bestbezahlte männliche Kinderstar in Hollywood und spielte unter anderem in den Literaturverfilmungen David Copperfield (1935), Der kleine Lord (1936) und Manuel (1937).

## Leben und Karriere
Freddie Bartholomew wuchs in Warminster bei seiner Tante Millicent Bartholomew auf, nachdem seine Eltern kein Interesse an ihm gezeigt hatten. Die Tante erhielt daher später das Sorgerecht für ihn. Bereits im Alter von drei Jahren stand er auf der Bühne und nahm schließlich an der Italia Conti Academy of Theatre Arts Schauspielunterricht. Nach einigen Kurzauftritten in britischen Filmen wurde Bartholomew 1934 als junger David Copperfield in der gleichnamigen Verfilmung des Dickens-Romans nach Hollywood verpflichtet. Ein Studiovertrag band den Schauspieler für sieben Jahre an MGM. Der Kinderdarsteller wurde für seinen Auftritt in David Copperfield mit guten Kritiken bedacht und schlagartig einer der populärsten Kinderstars in Hollywood.
Weitere Auftritte in Anna Karenina als Sohn von Greta Garbo und Basil Rathbone sowie in Professional Soldier neben Victor McLaglen und Gloria Stuart etablierten Freddie Bartholomew als populären Kinderstar. Zu seinen bekanntesten Rollen zählte die Titelrolle in Der kleine Lord von 1936 unter der Regie von John Cromwell. Gemeinsam mit Mickey Rooney und Jackie Cooper war Bartholomew im selben Jahr in The Devil Is a Sissy zu sehen. Eine wöchentliche Gage von rund 2500 US-Dollar machte aus ihm den bestbezahlten männlichen Kinderstar seiner Zeit. Neben Spencer Tracy war Bartholomew 1937 in Victor Flemings Kipling-Literaturverfilmung Manuel zu sehen, wo Bartholomew ausnahmsweise nicht die Rolle eines wohlerzogenen Jungen spielte, sondern den verwöhnten Sprössling eines Unternehmers, der sich erst im Laufe der zu bestehenden Abenteuer bessert – der New-York-Times-Kritiker Frank S. Nugent fand diesen Wandel von Bartholomew „fehlerlos“ geschauspielert. Diese Verfilmung des Romans Captains Courageous von Rudyard Kipling war fast ein Jahr in der Produktion und sollte sein letzter großer Erfolg werden.
Das Geld brachte schließlich Probleme mit sich, so entstanden im Jahr 1937 zwei Rechtsstreitigkeiten um Bartholomew: Zum einen versuchten seine Eltern, gerichtlich das Sorgerecht für ihn zu erstreiten. Parallel unternahm seine Tante rechtliche Schritte, um ihren Neffen aus dem laufenden Vertrag zu klagen, wodurch er rund ein Jahr nicht mehr für MGM arbeitete und mehrere Filmprojekte verlor. Beide Prozesse blieben erfolglos, wenngleich die Eltern bis 1942 noch weitere Prozesse anstreben sollten. MGM verlor allmählich das Interesse an Bartholomew, zumal dieser nach Beginn der Pubertät die meisten seiner Darstellerkollegen überragte, während sein mehrmaliger Co-Darsteller Mickey Rooney gleichzeitig große Erfolge verzeichnete und zum neuen jugendlichen Star bei MGM wurde. Zudem war Bartholomews Hauptgenre, die Literaturverfilmung, mit Beginn des Zweiten Weltkrieges weniger gefragt.

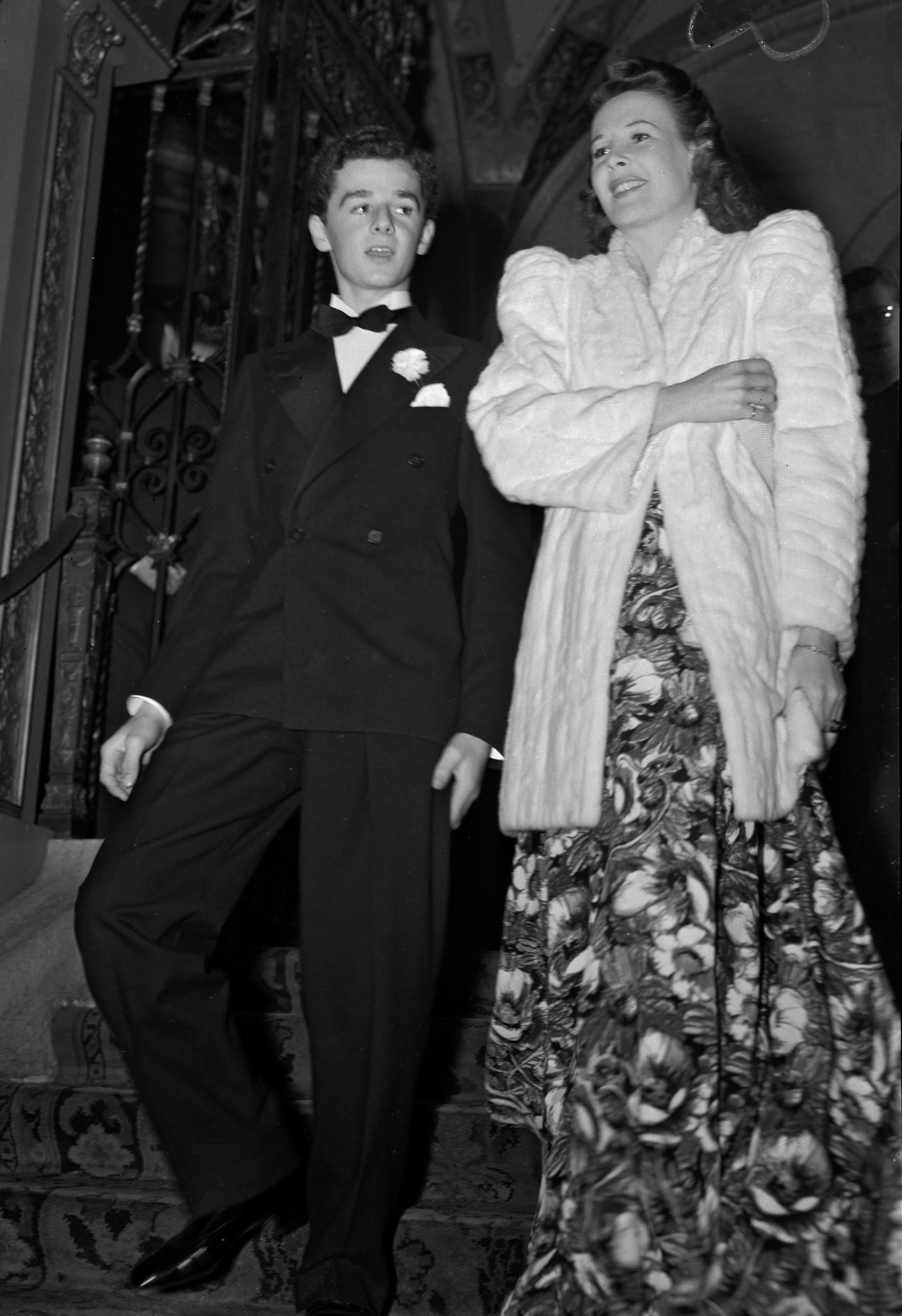
Freddie Bartholomew mit Wendy Barrie (1940)

Ab Ende der 1930er-Jahre spielte Bartholomew meistens nur noch in kleineren Filmen, die weitgehend in Vergessenheit gerieten. Er kämpfte ab 1943 im Zweiten Weltkrieg bei den United States Army Air Forces, wofür er die amerikanische Staatsbürgerschaft annahm. Er verletzte sich dabei seinen Rücken schwer. Nach seinem Kriegseinsatz trat Bartholomew nur noch in Nebenrollen in drei kleineren Filmen und ein paar Fernsehsendungen auf, zuletzt im Jahr 1951. Seine Gagen aus Kindertagen waren durch die Gerichtsprozesse seiner Verwandten aufgebraucht worden. Ab 1954 arbeitete er für Benton & Bowles, eine bekannte New Yorker Werbeagentur, die für ihren Klienten Procter & Gamble 1956 die erste Soap Opera erfand. Bartholomew fungierte auch als Regisseur und Produzent von Fernsehsendungen, unter anderem für Folgen der Andy Griffith Show und von Jung und Leidenschaftlich.
In seinem Ruhestand zog er nach Bradenton in Florida. Dort starb er 1992 im Alter von 67 Jahren an Herzinsuffizienz. Kurz vor seinem Tod war er in dem Dokumentarfilm MGM: When the Lion Roars (1992) interviewt worden. Mit seiner ersten Frau Maely Daniele war er zwischen 1946 und 1953 verheiratet, die Ehe wurde geschieden. Auch seine folgende Ehe mit Aileen Paul wurde um 1976 geschieden. Sie hatten zwei Kinder. Mit seiner dritten Frau blieb er bis zu seinem Tod verheiratet. Sein Grab befindet sich im Church of the Apostles UCC Memorial Garden in Lancaster, Pennsylvania.

## Auszeichnungen
1936 durfte Bartholomew seine Abdrücke am TCL Chinese Theatre hinterlassen. Ein Stern auf dem Hollywood Walk of Fame, Höhe 6667 Hollywood Boulevard, erinnert an den Schauspieler.

## Filmografie
- 1930: Toyland
- 1931: Fascination
- 1932: Lilly Christine
- 1932: Strip! Strip! Hooray!!!
- 1935: David Copperfield
- 1935: Anna Karenina
- 1935: Professional Soldier
- 1936: Der kleine Lord (Little Lord Fauntleroy)
- 1936: The Devil Is a Sissy
- 1936: Signale nach London (Lloyd’s of London)
- 1937: Manuel (Captains Courageous)
- 1938: Entführt (Kidnapped)
- 1938: Lord Jeff
- 1938: Listen, Darling
- 1939: Two Bright Boys
- 1939: The Spirit of Culver
- 1940: Die Insel der Verlorenen (Swiss Family Robinson)
- 1940: Tom Brown’s School Days
- 1941: Naval Academy
- 1942: Cadets on Parade
- 1942: A Yank at Eton
- 1942: Junior Army
- 1944: The Town Went Wild
- 1947: Sepia Cinderella
- 1951: St. Benny the Dip